# Huilcahuaín
Huilcahuaín, Huillcahuayín, Wilkahuaín o Willkawaín, es un sitio arqueológico conformado por un conjunto arquitectónico del Antiguo Perú, de la época preincaica, donde destaca un edificio de 3 pisos llamado el «Templo de Huilcahuaín».
Está ubicado en el Callejón de Huaylas, a unos 7 km al noreste de la ciudad de Huaraz, en el distrito de Independencia, provincia de Huaraz, departamento de Ancash, y a 3400 m s. n. m. Fue uno de los centros administrativos de la cultura Huari (o Wari), del período del Horizonte Medio, aunque su origen parece ser más antiguo, como uno de los centros de la cultura Recuay, del Intermedio Temprano.
A 800 metros de Huilcahuaín se halla el complejo arqueológico de Ichic Willkahuaín que está conformado por un conjunto de estructuras arquitectónicas de escala menor (denominadas chullpas). A todo el conjunto se le denomina complejo arqueológico de Willcahuaín e Ichic Willcahuaín.

## Etimologías del nombre
- Huilcahuaín provendría de dos vocablos quechuas: willka = nieto y wayi = casa; es decir, "casa de los nietos".[1]
- Una alternativa es que derive de willka (Anadenanthera colubrina), un árbol andino y de wayi (casa o construcción).[2]
- Otra posible etimología proviene del idioma quechua de Huailas: Willkawayin, de willka, 'divinidad' o 'rey poderoso', wayi, 'casa' y -n, sufijo posesivo; 'casa de la divinidad'.[cita requerida]

## Estudios
El arqueólogo peruano Julio C. Tello trabajó en el yacimiento al que bautizó con el nombre que hoy posee (1937); él mismo identificó la cerámica roja y negruzca del lugar, diferenciándola del tipo Huaylas y llamándola Marañón. Posteriormente Wendell Bennett continuó los estudios, descubriendo un cementerio, que dató en el período Tiahuanaco-Huari (1944). En las décadas siguientes no prosperó la investigación al estar cubiertos de escombros los principales recintos del yacimiento.

## Cronología
Posiblemente su origen se remonta a unos siglos antes de Cristo, en los comienzos del Intermedio Temprano. Siguió en vigencia durante el Horizonte Medio, probablemente hasta el siglo IX.

## El templo de Huilcahuaín

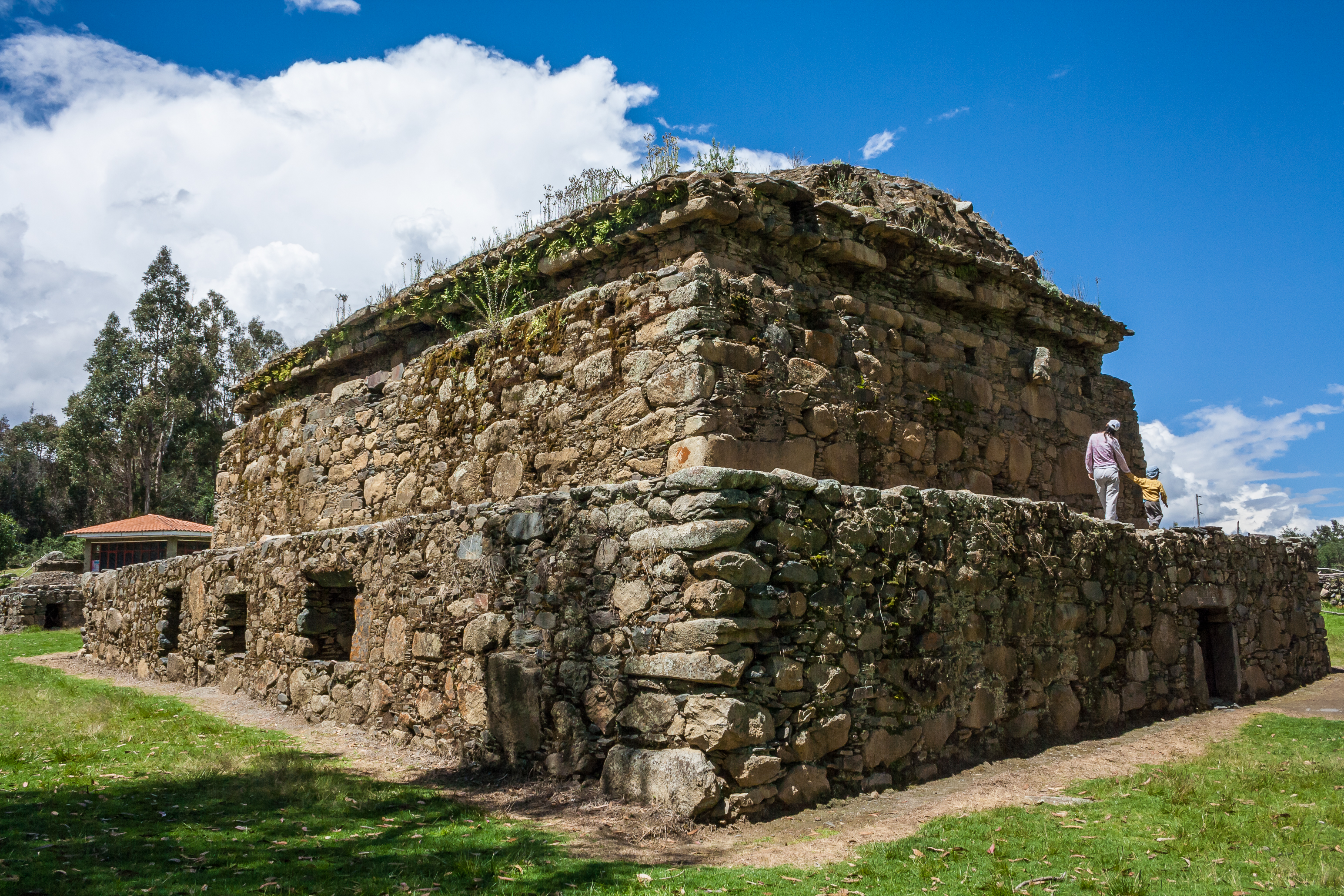
Otra vista del Templo de Huilcahuaín.

Al edificio principal del conjunto se le ha denominado «templo» aunque en realidad se trata de un mausoleo. Formaba parte del núcleo urbano de Huilcahuaín, que debió ser de considerable tamaño. Fue construido sobre una superficie rellenada parcialmente para aplanarlas.
El templo presenta semejanza con el castillo de Chavín de Huántar, aunque en menores dimensiones; en su base mide aproximadamente 10.7 por 15.6 m. La mampostería de sus muros es de piedra rústica con unos pachillas unidas con mortero de barro. Tiene tres pisos o plataformas unidas mediante escaleras interiores y rampas; cada piso tiene su entrada respectiva. En total tiene 19 habitaciones interiores: 5 en el primer piso, 7 en el segundo y 7 también en el tercero. Tiene además un sistema de ventilación de galerías y pozos. El techo está formado por grandes losas inclinadas hacia una doble vertiente. Su altura es de 9 m.

## Centro de la cultura Recuay
Es indudable que al momento de la irrupción de los conquistadores huaris (que habrían forjado un hipotético imperio andino entre los siglos VII al X de nuestra era, con centro en Ayacucho), Huilcahuaín ya existía desde hacía mucho tiempo.
Huilcahuaín pudo ser la última capital de la cultura Recuay, antes de ser conquistada militarmente por los Huaris. Se especula también una alianza entre la clase dirigente de Recuay con los Huaris, a través de matrimonios de la realeza. Lo cierto es que a fines del Intermedio Tardío y comienzos del Horizonte Medio, coincidiendo con la expansión cultural Tiahuanaco-Huari, se perciben cambios culturales en la región del Callejón de Huaylas. Una muestra de ello es el surgimiento de un tipo distinto de sepultura. Anteriormente los recuayinos usaban tumbas en galerías subterráneas; este tipo de entierro fue reemplazado por imponentes mausoleos o chullpas, construcciones de plataformas superpuestas que contienen en su interior varias cámaras o habitaciones mortuorias; el mal llamado “Templo” de Huilcahuaín sería una de esos mausoleos-chullpas, donde se sepultarían a miembros de la clase dirigente, con elementos propios de la cultura Tiahuanaco-Huari.

## Centro administrativo de los huaris
Los Huaris debieron convertir a Huilcahuaín en un centro de control económico y administrativo integrante de la red de su imperio, es decir una especie de capital virreinal de la región del Callejón de Huaylas (que corresponde a la sierra norte del actual Perú). Pero tenemos indicios contundentes que estos intentos de los huaris de controlar el norte peruano colapsaron al final del siglo VIII. Importantes templos y centros de poder huari fueron entonces abandonados, entre los que estaban Huilcahuaín.

## Ichic Willkahuaín

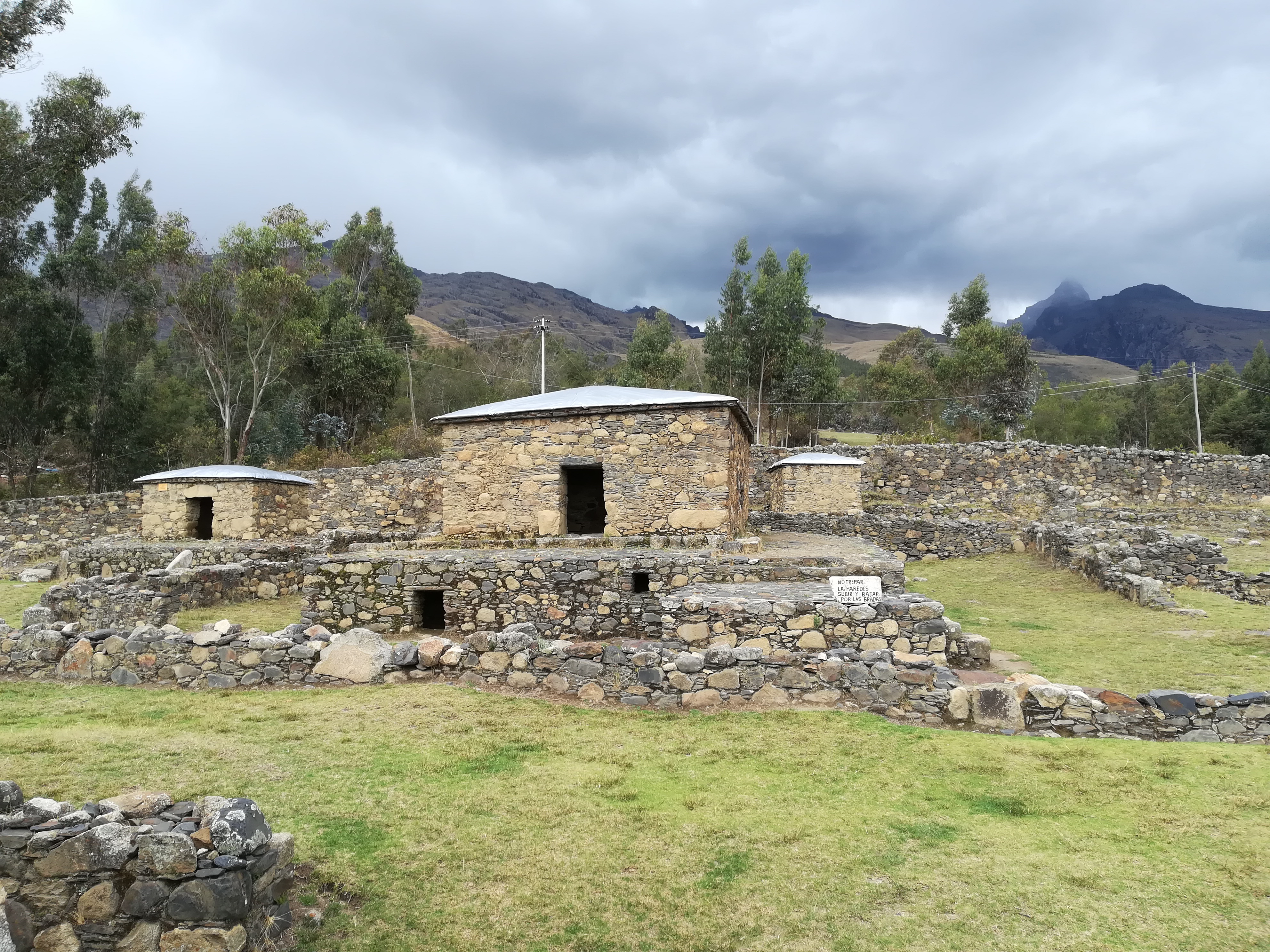
Edificación en complejo arqueológico Ichic Willcahuaín

Cerca de Huillcahuaín se halla el complejo arqueológico de Ichic Willkahuaín, conformado por 15 chullpas, también de influencia huari. Las chullpas son torrecillas de dos a tres pisos, con varias cámaras en su interior, destinadas como sepulturas colectivas de la elite, una forma de entierro que reemplazó a la sepultura tradicional en galerías subterráneas (que se remonta a la cultura Chavín). Excavaciones realizadas entre los años 2005 y 2007, financiadas por la minera Barrick Misquichilca, han permitido fechar el conjunto hacia el año 700 de nuestra era, fecha que coincide con la irrupción de los Huaris. Se desenterraron textiles, objetos de metal, cerámicas de ofrenda y batanes (moledoras de piedra) que servían para triturar algún tipo de producto, ya sea para los rituales religiosos o para el consumo humano.